# Carl Joachim Hambro (politiker)
 Der er flere personer med dette navn, se Carl Joachim Hambro.
Carl Joachim Hambro (5. december 1885 i Bergen – 15. december 1964 i Oslo) ofte bare C. J. Hambro var en norsk politiker (H), forfatter, oversætter og journalist for Morgenbladet. Han var kendt som en stor taler og retoriker og regnes som Norges bedste parlamentariker i det 20. århundrede. Han sad i Stortinget for Høyre fra 1917 til 1954 og var stortingspræsident i 1926 – 1933 og 1935 – 1945. Han var Høyres parlamentariske leder 1926 – 1958, og partiets formand 1926 – 1934 og 1950 – 1954. Hambro stod for organiseringen af evakueringen af stortingsrepræsentanter, regeringen og kongefamilien ud af Oslo, da Tyskland invaderede landet 9. april 1940. Han markerede sig som en kundskabsrig politiker, men ytrede også kontroversielle meninger. Han var hele tiden en stærk modstander af ekstremistiske ideologier og deres fortalere.

## Studier og Journalistik
Hambro tog studentereksamen i 1902 ved Hambros skole i Bergen og begyndte derefter universitetsstudier. Han blev cand. mag. i 1907.
Allerede i studietiden blev Hambro ansat som journalist på 'Morgenbladet', hvor han arbejdede fra 1903 til 1907. I 1907 blev han lærer på Kristiania handelsgymnasium, året efter ved Vestheim Skole. I 1912 blev han chefredaktør på Morgenbladet og i 1921 redaktør for Ukens Revy, som han redigerede til 1929.

## Politisk virke
C.J. Hambro havde store evner som taler og var en af Norges fremmeste parlamentarikere i moderne tid.
Hambro var stortingsrepræsentant fra 1919 til 1957 og stortingspræsident 1926–33 og 1935–45, samt vicepræsident i 1934, præsident i Odelstinget 1945–1958. Han var Høyres parlamentariske leder 1926–1958. Hambro var også præsident i Folkeforbundets delegeretforsamling i 1939 og 1946.
Hambro organiserede togtransport for stortingsrepræsentanterne, regeringen og kongefamilien ud af Oslo da tyskerne invaderede den 9. april 1940. Hambro var også den som udformede Elverumsfullmakten som gav regeringen konstitutionel dækning for at styre, indtil stortinget igen kunne samles. Under 2. Verdenskrig boede Hambro i USA og Storbritannien. I eksil i USA fik han at vide, at Arthur Schjelderup var død i Norge, men tolkede det som om dødsfaldet gjaldt Ferdinand Schjelderup, som var central i modstandsarbejdet i Norge. I Nordmannsforbundets tidsskrift, første nummer i 1944, skrev Hambro en nekrolog over den højst levende Ferdinand Schjelderup og navngav ham som en af hjemmefrontens ledende mænd. Tidsskriftet var tilgængeligt for tyske læsere, og Schjelderup havde ikke andet valg end at gå i dækning, før han kunne flygte til Sverige. I april 1944 blev Hambro indkaldt til et møde i London, hvor både statsminister Nygaardsvold og en repræsentant for hjemmefronten skarpt kritiserede den betydelige risiko, han havde udsat Schjelderup for. Til gengæld skrev Hambro efter mødet et brev til Nygaardsvold, hvori han sagde sin mening om det "overfald på sagesløs person", han mente sig udsat for. I flere nordmænds påhør karakteriserede Winston Churchill overfor Anthony Eden Hambro som "definitely an enemy of Great Britain" ("afgjort en fjende af Storbritannien").
Hambro var medlem af Nobelkomiteen 1. januar 1940–31. december 1963. Dets næstformand 1945–1948 og fungerende formand juni 1945–november 1945.